# Железная церковь

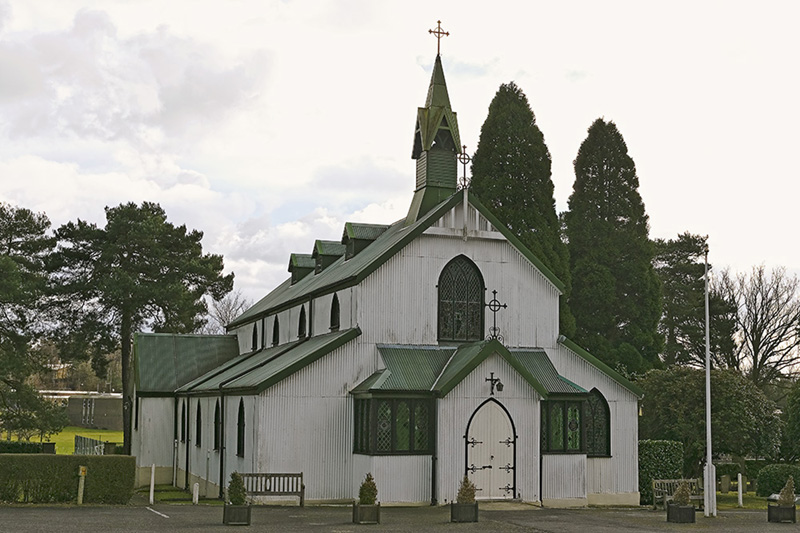
Одна из крупнейших сохранившихся железных церквей в Великобритании

Железная церковь (англ. iron church) или жестяной шатёр (англ. tin tabernacle) — общее название для церковных зданий, сделанных из рифлёного железа, прежде всего в Великобритании.
Эти здания часто устанавливались как залы миссии или временное строение для новых конгрегаций. Очень часто, если наблюдался рост конгрегации, община процветала и была в состоянии построить здание из кирпича, камня или другого материала, то жестяной шатер или разбирался, или использовался для других целей, так как коррозия делала сохранение данных сооружений шатров весьма трудным делом.